# Robert Tait McKenzie
Robert Tait McKenzie (ur. 26 maja 1867 r. w Almonte, zm. 28 kwietnia 1938 r. w Filadelfii) – kanadyjski rzeźbiarz, instruktor skautingu, chirurg, żołnierz i wuefista szkockiego pochodzenia, medalista Olimpijskiego Konkursu Sztuki i Literatury.
McKenzie służył podczas pierwszej wojny światowej w Anglii, Stanach Zjednoczonych i Kanadzie jako pionier w dziedzinie fizycznej i psychicznej rehabilitacji ranny żołnierzy. Był jednym z organizatorów pierwszej organizacji skautowej w Filadelfii w 1908 roku. Był przyjacielem założyciela skautingu Roberta Baden-Powella i dzielił z nim wizję skautingu dla chłopców.
McKenzie był jedynym zawodnikiem w historii, który wziął udział w pięciu olimpijskich konkursach sztuki i literatury. Podczas igrzysk w Los Angeles w 1932 roku zdobył brązowy medal za dzieło "Shield of the Athletes" w konkurencji Medale i płaskorzeźby.